# Viktor Šurka
Viktor Šurka (17. května 1928 – ???) byl slovenský a československý politik Komunistické strany Slovenska a poúnorový poslanec Národního shromáždění ČSR.

## Biografie
Ve volbách roku 1954 byl zvolen za KSS do Národního shromáždění ve volebním obvodu Žilina-venkov-Kysucké Nové Mesto. V parlamentu setrval do konce funkčního období, tedy do voleb roku 1960. K roku 1954 se profesně uvádí jako důstojník ČSLA v hodnosti majora a člen KNV.
V roce 1975 se Viktor Šurka zmiňuje coby náměstek předsedy Státní plánovací komise ČSSR. Byl tehdy s hodností generálmajora a titulem RSDr. Ing. povýšen do hodnosti generálplukovníka. Předtím k roku 1969 uváděn jako náčelník Finanční správy Ministerstva národní obrany.